# Стеллингверф, Ауке
Ауке Андрис Стеллингверф (з.-фриз. Auke Stellingwerf, нидерл. Auke Stellingwerf; 1635 год — 13 июня 1665 года) — нидерландский и фризский адмирал.
Ауке был сыном Андриса Питерса Стеллингверфа, производителя такелажа в Харлингене. Когда его старший брат капитан Фредерик Стеллингверф во время Первой англо-голландской войны в сражении при Схевенингене попал в плен, Ауке выдвинули в 1654 году на должность его заместителя. В 1656 году он был капитаном des Prinsen Wapen во время освобождения Данцига. В 1658 году он принимал участие в сражении в Эресунне в качестве капитана Prinses Albertina. 31 августа 1662 года он женился на Антье Стинстра, уже будучи действующим капитаном.
С этого момента его карьера пошла быстро. В 1665 году была своего рода карьерная гонка среди высших офицерских чинов разных адмиралтейств, и Аукес 17 марта того года получил чин лейтенант-адмирала Фрисландии, первым в своей провинции. Но он недолго пользовался своим высоким положением. В Лоустофтском сражении Аукес командовал Четвёртой (фрисландской) эскадрой на флагманском корабле Zevenwolden и был убит, не достигнув ещё и тридцати лет. Его преемником стал Тьерк Хиддес де Врис, который спустя всего год погиб в той же Второй англо-голландской войне. Поэтому они часто упоминаются вместе, как два фризских флотоводца-героя.
Его могила находится в Гроте Керк в Харлингене.